# Air New Zealand
Air New Zealand er New Zealands nationale flyselskab og et af medlemmerne af Star Alliance.
Selskabet blev stiftet i 1940 under navnet TEAL (Tasman Empire Airways Limited) og dets første flyvninger var mellem Auckland og Sydney. Under krigen foretog selskabet rekognosceringsflyvninger over steder som Fiji, Tonga og Samoa for at støtte krigsindsatsen. 
Efter krigen fik TEAL i 1947 konkurrence af et nyt regeringsejet selskab kaldet NAC. TEAL blev dog også selv opkøbt af regeringerne i Australien og New Zealand så de hver ejede 50 %. Efter at selskabet blev mere og mere succesfuldt valgte den newzealandske regering dog i 1961 at købe den australske andel så selskabet blev 100 % newzealandsk ejet. 4 år senere i 1965 blev selskabet så omdøbt til Air New Zealand.
I 1978 blev Air New Zealand fusioneret med NAC, og i 1989 blev selskabet børsnoteret. I 1996 købte Air New Zealand halvdelen af det australske flyselskab Ansett Airlines, et køb der senere skulle betyde at Air New Zealand var ved at gå konkurs. I 1999 blev selskabet medlem af Star Alliance, og året efter købte man resten af Ansett. Ansett var dog i problemer, og på grund af manglende vedligeholdelse af selskabets fly blev en række fly i flere omgange beordret til at blive på jorden. Der var dog efterhånden ikke flere penge i kassen, så den 10. september 2001 valgte man, efter at Qantas havde sagt nej til at købe Ansett for $1, at lade Ansett gå konkurs. Samtidigt var selve Air New Zealand heller ikke langt fra konkursen og var nødt til at blive reddet af den newzealandske regering. 
I dag er selskabet igen kommet på fode, og den 30. juni 2004 åbnede Air New Zealand sin første nye udenrigsrute i 8 år.